# Cowlitz (Volk)

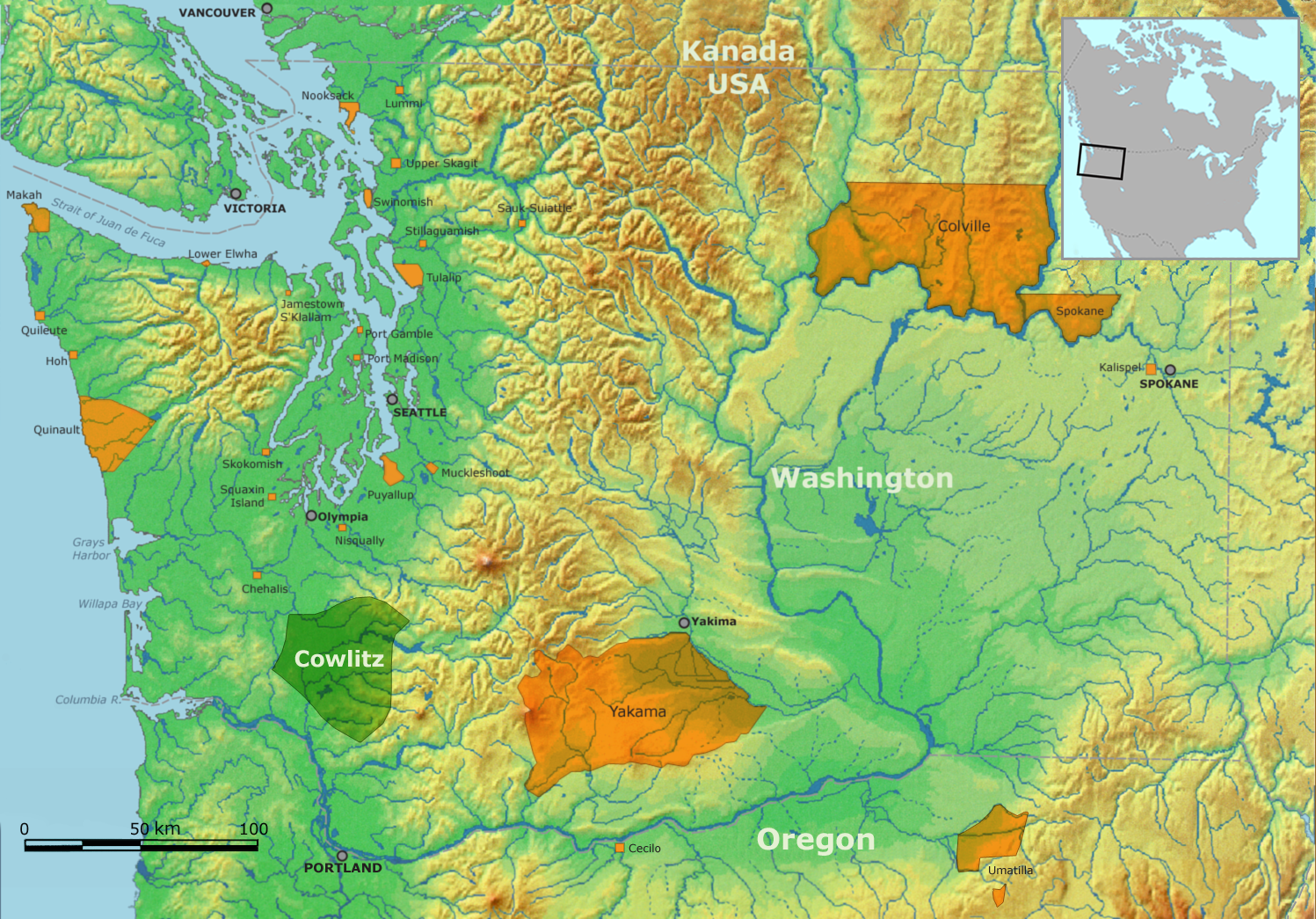
Traditionelles Stammesgebiet der Cowlitz und heutige Reservationen im Nordwesten der USA (orangefarben)

Die Cowlitz sind Indianer im Südwesten des US-Bundesstaates Washington, die sprachlich-kulturell zu den Südwestlichen Küsten-Salish zählen, jedoch z. T. kulturelle Merkmale mit den Stämmen weiter im Landesinnern, den Binnen-Salish und der östlich der Kaskadenkette beheimateten Sahaptin-sprachigen Völker (Yakama, Kittitas und insbesondere Klickitat) teilen. Sie können daher als Vermittler zwischen den Völkern der Kulturareale der Nordwestküstenkultur sowie des Columbia Plateau betrachtet werden.
Ihr Stammesgebiet lag im Flussgebiet des gleichnamigen Cowlitz River, dessen Nebenflüssen (Cispus River, Toutle und Tilton River) sowie entlang des Lewis River (eines Nebenflusses des Columbia Rivers) im Pazifischen Nordwesten – das Gebiet ist stark von aktiven und erloschenen Vulkanen geprägt – wie dem Mount St. Helens (Lawetlat'la, in Klickitat: Loowit; beides: „Feuer-Berg“/„der rauchende Berg“), Mount Rainier (Talol; Tacoma, Tahoma) sowie Mount Adams (Pahto, Pa-toe, Paddo – „(sehr) hoch (aufragender) Berg“; auch: Klickitat) die die Mythenwelt der dort lebenden Stämme stark prägten.
Das ursprüngliche Wohngebiet der Cowlitz umfasste 2,4 Millionen Acre (ca. 9.713 km²). Die Städte Kelso (Tiahanakshih), Olequa (Kamatsih) und Toledo (Tawamiluhawihl) in Washington sind an der Stelle von Cowlitz-Dörfern entstanden.
Der Name „Cowlitz“ bedeutet nach der mündlichen Überlieferung „Suchende“ in einem spirituellen Sinn (Medizin). Es gibt Ortsnamen in Washington, die „Ta-wa-l-litch“ geschrieben werden, was „die den Geist der Medizin fangen“ bedeutet und sich auf den Brauch der Cowlitz bezieht, ihre jungen Leute in die Prärien am Fluss zu schicken, um ihre „Tomanawas“ oder spirituelle Kraft zu suchen.

## Sprache und Stammesgruppen

### Sprache
Alle Cowlitz sprachen ursprünglich eine Sprache (evtl. mit mehreren Dialekten) des Inland (Binnen)-Tsamosan-Zweiges des Südwestlichen Küsten-Salish; später unter dem Einfluss der östlich der Kaskadenkette beheimateten Sahaptin-sprachigen Völker (Yakama, Kittitas und insbesondere Klickitat) übernahmen mehrere Gruppen zunehmend die Kultur, Gebräuche als auch deren Sprache – das Nördliche Sahaptin (Ichishkíin Sɨ́nwit), eine Plateau-Penuti-Sprache.
Die „Taitnapam (Upper Cowlitz)“ und die „Lewis River Cowlitz“ übernahmen das Nördliche Sahaptin ihrer östlichen Nachbarn und der sich hieraus entwickelnde Taitnapam-Dialekt / Upper Cowlitz-Dialekt weist größte Ähnlichkeiten mit dem Klikitat-Dialekt der Klickitat (Klikitat) auf. Weitere verwandte Dialekte sind:
- der Mishalpam / Upper Nisqually-Dialekt der Upper Nisqually (Meshal / Mashel / Mica'l, auch bekannt als: Mishalpam) und
- der Pshwanwapam / Kittitas (Upper Yakama)-Dialekt der Kittitas (Upper Yakama; Autonym: Pshwánapam / Pshwanpawam).

Der Mámachatpam / Yakima (Yakama)-Dialekt der Yakima (Yakama) (Lower bzw. eigentl. Yakama; Autonym: Mámachatpam) ist am abweichendsten.
Die „Stlpulimuhkl (Lower Cowlitz)“ behielten hingegen ihre Salish-Sprache – das Sƛ̕púlmš/Sƛ'púmš (Lower Cowlitz) – bei, das dem benachbarten Q̉ʷay̓áyiłq̉ / Upper Chehalis der Kwaiailk (Upper Chehalis) am nächsten steht. Zudem zählen das Łəw̓ál̕məš / Lower Chehalis der Lower Chehalis und das Kʷínayɬ (Quinault) der Queet und Quinault zu weiteren eng verwandten Sprachen; jedoch waren die Sprachen der Stlpulimuhkl (Lower Cowlitz) und Kwaiailk (Upper Chehalis) mit diesen nicht gegenseitig verständlich.

### Stammesgruppen
Die heute ca. 2.000 Stammesangehörigen verteilen sich auf zwei regionale Großgruppen bzw. Unterstämme, die sich sowohl kulturell als sprachlich (nach Übernahme des Sahaptin) unterscheiden lassen:
- die Upper Cowlitz (Oberen Cowlitz) oder Taitnapam (auch Taitinapum, Taidnapam, Táytnapam) im Nordosten – heute als Yakima Cowlitz oder Cowlitz Klickitat Band Teil der überwiegend Sahaptin-sprachigen Confederated Tribes and Bands of the Yakama Nation und
- die Lower Cowlitz (Unteren Cowlitz) oder Stlpulimuhkl (engl. Aussprache: „Sht-poo-lum“, in Sahaptin: T‘lkwi‘lipam) in der Mitte und im Süden – heute Teil der überwiegend weiterhin Salish-sprachigen Cowlitz Tribe und der Quinault Indian Nation.

Allerdings gab es nach Ansicht der Vertreter des Cowlitz Tribe (siehe: Dr. Verne F. Ray vor der Indian Claims Conference, 1966 und 1974) noch zwei weitere regionale Großgruppen bzw. Unterstämme:
- die Lewis River Cowlitz entlang des namensgebenden Lewis River im Osten werden heute meist als Lewis River Klickitat Band angesehen, manchmal auch als Lewis River Chinook – heute Teil der überwiegend Sahaptin-sprachigen Confederated Tribes and Bands of the Yakama Nation und
- die Mountain Cowlitz in den Willapa Hills im Westen.

## Geschichte
Jeder der vier Stämme hatte ein traditionelles Wohn- und Schweifgebiet. Das traditionelle Wohngebiet der Lower Cowlitz ist der untere und Mittellauf des Cowlitz Rivers, jedoch reichte es auch bis an den Columbia. Daher war der Anteil des Lachses an ihrer Ernährung höher, als bei den anderen drei Gruppen. Die zahlreicheren Lower Cowlitz bewohnten 30 Dörfer am Cowlitz vom heutigen Mossyrock/Cowlitz Landing südwärts bis zwei oder drei Kilometer vor dem Columbia River. Damit waren sie von der Küste abgeschnitten. Doch das war nicht das Einzige, was sie von den Küsten-Salish trennte. So übernahmen die Upper Cowlitz durch Einheirat die Sahaptin-Sprache von den Völkern östlich der Kaskadenkette. Sie bewohnten Dörfer östlich von Mossyrock, wo später ein Stausee entstand. Ihre Kontakte reichten bis über den Lewis River hinaus.
Die Mountain oder Berg-Cowlitz, die am oberen Chehalis River lebten, verbanden sich mit den Kwalhioqua, die die Cowlitz-Sprache übernahmen. Auch verbanden sie sich mit den Upper Chehalis. Im Gegensatz zu den meisten Küsten-Salish-Gruppen hatten weder Mountain noch Upper Cowlitz Zugang zum Meer.
Die Upper Cowlitz (gelegentlich auch „Stick Indians“ genannt), lebten am Fuß des Mount Rainier und am oberen Cowlitz. Sie wiederum verbanden sich mit den Klickitat von der Ostseite der Küstenbergkette und übernahmen deren Sprache, wobei diese Sprachausbreitung eher durch Einheirat von Klickitatfrauen vonstattenging. Ähnlich erging es den Lewis Cowlitz genannten Gruppen, die am gleichnamigen Fluss lebten, einem Nebenfluss des Columbia. Beide Stämme suchten ihren Lebensunterhalt eher in den Bergen und weideten dort auch ihre Pferde. Ihre Frauen galten als besonders kunstvolle Korbflechterinnen, die Fasern des Riesenlebensbaums mit Grasfasern verflochten, eine Technik, die sie wohl von den Klickitat mitbrachten und weiter verfeinerten.

### Europäer und Amerikaner
Aus einem frühen, mündlichen Bericht geht hervor, dass einige Cowlitz ein Chinook-Dorf an der Cowlitz-Mündung überfielen, wobei ihre Unternehmungen auch weiter ausgriffen. So erfahren wir von einem erfolglosen Versuch des Kriegshäuptling Wieno von Vancouver Island, Sklaven zu fangen.
Die ersten Besuche von Weißen fanden 1811 statt. Sie kamen aus Fort Astoria und gehörten der Pacific Fur Company an. Zwei Jahre später schickte die North West Company einige Irokesen als Trapper (Fallensteller) in ihr Gebiet. Doch kam es 1818 zu einem Streit um Frauen, bei dem ein Irokese getötet, zwei verletzt wurden. Die Irokesen rächten sich durch den Mord an 13 Cowlitz. Damit riss der Pelzhandel ab, die Companies verließen das Gebiet fluchtartig.
Der erste Weiße, der (wohl vor 1830) unter den Cowlitz lebte, war Simon Plamondon aus Québec. Er heiratete Thas-e-muth, die Tochter des Scanewea, des Häuptlings der Lower Cowlitz – und arbeitete für die North West Company. Von den aus dieser Ehe hervorgegangenen Kindern stammen zahlreiche Cowlitz ab. Zum anderen öffnete die Pelzhandelsgesellschaft damit den Cowlitz-Korridor.
Die erste Katastrophe ereilte die Cowlitz mit einer tödlichen Epidemie in den Jahren 1829/30, wohl einer Grippewelle. Wahrscheinlich überlebten nur 500 von ihnen.
1832/33 errichtete die Pelzhandelsgesellschaft die Nisqually Farm als Handelsposten. Plamondon errichtete eine Farm in der Nähe und katholische Missionare erschienen. Im Dezember 1838 errichtete der katholische Priester François Norbert Blanchet beim heutigen Toledo die Saint Francis Xavier Mission. Im selben Jahr impfte der anglikanische Priester Herbert Beaver rund 120 Lewis River Cowlitz, weitere wurden von einem Angestellten der Hudson’s Bay Company geimpft. 1842 zählte man 350 Upper Cowlitz, 100 Mountain und rund 330 weitere Cowlitz. Epidemien reduzierten ihre Zahl in den 50er Jahren auf 600 bis 700.

### Versuchte Einweisung in Reservate und Landverkauf
Obwohl die Cowlitz sich am Chehalis River Treaty Council im Februar und März 1855 mit Gouverneur Isaac Stevens beteiligten, kam kein Vertrag zustande, denn sie wollten im eigenen Gebiet bleiben. Dennoch erwartete man von ihnen, dass sie in andere Reservationen umzogen. So kämpften die Upper Cowlitz gegen die Amerikaner (1855–56). Schon jetzt zwang der zuständige Indianeragent Sydney S. Ford die übrigen Cowlitz in Reservate und die Lewis River Cowlitz schickte man nach Fort Vancouver. Währenddessen wurden ihre Pferde gestohlen und ihr zurückgebliebener Besitz zerstört. 1860 wurden sie vom Agenten R. H. Lansdale erneut umgesiedelt, weil es zu gewalttätigen Auseinandersetzungen gekommen war. 43 Lewis River Cowlitz wurden über die Kaskadenkette in die Yakima Reservation deportiert.
Nach einer Entscheidung des Präsidenten Abraham Lincoln vom 20. März 1863 begann der Verkauf der Cowlitz Reservation. Die angebotene Chehalis-Reservation lehnten die Cowlitz 1864 ab. Daher lehnten sie 1868 auch Geschenke von Regierungsvertretern ab, da sie fürchteten, durch diese symbolische Handlung ihren Anspruch zu verlieren. Die Anerkennung des Cowlitz-Stammes durch die Regierung ist nie erfolgt. Die Cowlitz akzeptierten das Chehalis-Reservat auch nicht 1872, als alle Indianer aus dem Südwesten Washingtons gezwungen werden sollten, dorthin zu ziehen. Am Ende des Jahrhunderts lebte der Stamm zerstreut, doch pflegten viele noch die Kontakte.

### Verhandlungen um Rückgabe des Traditionellen Gebietes und Anerkennung
Der Cowlitz-Häuptling Atwin Stockum begann 1906 Verhandlungen mit der Regierung der Vereinigten Staaten, indem er sie auf Rückgabe mehrerer Landparzellen verklagte. Dazu musste er aber einen Kongressmann gewinnen. Tatsächlich gelang es dem Stamm von 1915 bis 1917 mehrere Gesetzesvorlagen über die Anerkennung ihrer Ansprüche zu erhalten. Jedoch wurde keine der zwölf Vorlagen vom Kongress zugelassen.
Einen ersten Erfolg stellte das Verfahren Halbert vs. United States dar. Das Urteil besagte, dass die Cowlitz Anteil am Quinault-Reservat hatten, und dass sie Teilhaber am Vertrag von Olympia (1855) sein sollten.
Ein weiterer Erfolg stellte sich in den 1920er Jahren ein, als der Staat Washington begann, die Lachsfischerei und die Jagd der Cowlitz zu beschränken. Häufig wurden Cowlitz ertappt und von den Behörden ins Gefängnis gebracht. Als Frank Wannassay am 15. Oktober 1934 eine Petition einreichte, um diese Übergriffe zu beenden, schlug er ein Ausweissystem vor, das die fischberechtigten Cowlitz unterscheidbar machen sollte. Das Jagdministerium führte eine Art Indianer-Identifizierungskarte ein, die den Konflikt beendete.
Die Entwicklung innerhalb des Stammes ging von einem autoritären Häuptlingssystem zu einer Art Präsidialsystem über, das in den 20er bis 50er Jahren vorherrschte. Nach 1950 wurde dieses durch gewählte Stammesräte ersetzt.
Zu neuerlichen Konflikten kam es, als in den 1950er Jahren die Stadt Tacoma einen Staudamm am Cowlitz River bauen wollte (oberhalb von Mossyrock), ohne Rücksicht auf das Cowlitzdorf Taoup. Der Staudamm bedrohte die Begräbnisstätten und das Eigentum mehrerer Stämme. Trotzdem wurde er gebaut.
Durch die Einrichtung der Indian Claim Commission 1948 verlagerten sich Streitigkeiten vom Kongress zur neuen Kommission. Daher reichten die Cowlitz am 8. August 1951 eine Klage gegen die Vereinigten Staaten ein – ein langwieriger Weg durch mehrere Instanzen. Am 12. April 1973 entschied die Kommission zugunsten der Cowlitz. Die Tatsache, dass am 20. März 1863 der Stamm ohne Entschädigung enteignet worden war, wurde als Unrecht gebrandmarkt. Sie erkannte dem Stamm ein Gebiet von 6.718 km² zu, was rund zwei Dritteln des traditionellen Gebiets entsprach. Die Regierung der USA bot 50 Cent pro Acre, insgesamt 830.000 Dollar für 1,66 Millionen Acre. 280 Mitglieder des Stammes entschieden sich für die Annahme des Geldes, 40 entschieden dagegen, weil sie Land wollten. Die kleinere Gruppe trennte sich von der größeren und bildete den Sovereign Cowlitz Tribe, während die größere sich weiterhin als Cowlitz Tribe of Indians bezeichnete. Verkompliziert wurde die Rechtslage noch dadurch, dass die Zahlungen an alle Stammesmitglieder gehen sollten, wobei viele Angehörige der Klickitat und auch der Yakima den Anspruch erhoben, Cowlitz zu sein – aus historischer Perspektive sicherlich zu Recht. Doch entspricht das gesamte Zuordnungsverfahren von Individuen zu Stämmen den Rassenvorstellungen des 19. Jahrhunderts, denen die Uneindeutigkeit der individuellen Zugehörigkeit im gesamten Gebiet der Küsten-Salish und auch anderer Ureinwohnergruppen gegenübersteht.
Im Jahr 2000 wurden die Cowlitz anerkannt, womit die Verhandlungen um Stammesland begannen.

## Aktuelle Situation
Nur etwa 30 Familien leben am Cowlitz River. Der überwiegende Teil der Stammesangehörigen wohnt im Umkreis von 150 km. Die Geschäftsstelle des Stammes ist in Longview am Columbia, und versucht, Kontakt zu den verstreuten Cowlitz zu halten, die überwiegend im westlichen Washington leben. Als Stammesmitglied wird akzeptiert, wer mindestens zu einem Sechzehntel Cowlitz ist, also in der Generation der Ururgroßeltern mindestens einen Cowlitzvorfahren nachweisen kann. 1980 hatte der Stamm dementsprechend 1.689 Mitglieder.